# Championnat de Gambie féminin de football
Le championnat de Gambie féminin de football ou GFF Women's League One est une compétition annuelle de football féminin disputée entre clubs de l'élite gambienne organisée par la Fédération de Gambie de football.

## Histoire
Le premier championnat féminin de Gambie est organisé en 2000.

## Palmarès
| Saison    | Champion                                       |
| --------- | ---------------------------------------------- |
| 2000      | Company Ten                                    |
| 2001      | Company Ten                                    |
| 2002      | Company Ten                                    |
| 2003      | Company Ten                                    |
| 2004      | Company Ten                                    |
| 2005      | Company Ten                                    |
| 2006      | Red Scorpions                                  |
| 2007      | Interior FC                                    |
| 2008      | Red Scorpions                                  |
| 2009      | Interior FC                                    |
| 2010      | inconnu                                        |
| 2011      | Red Scorpions                                  |
| 2012      | Red Scorpions                                  |
| 2013      | non disputé                                    |
| 2014      | Red Scorpions                                  |
| 2015      | Interior FC                                    |
| 2016      | Interior FC                                    |
| 2017      | Interior FC                                    |
| 2018      | Red Scorpions                                  |
| 2019      | Red Scorpions                                  |
| 2020      | abandonné en raison de la pandémie de Covid-19 |
| 2021      | Gambia Police Force FC                         |
| 2021-2022 | Red Scorpions                                  |
| 2022-2023 | Red Scorpions                                  |
| 2023-2024 | Red Scorpions                                  |
| 2024-2025 | Berewuleng FC                                  |